# Aderus diehli
Aderus diehli is een keversoort uit de familie schijnsnoerhalskevers (Aderidae). De wetenschappelijke naam van de soort werd in 1954 gepubliceerd door Maurice Pic.